# Демјански штит
Демјански штит је било кампањско ратно одликовање Трећег рајха.
Штит је установљен 25. априла 1943. године за 96.000 припадника 2. армијског корпуса под командом Валтера фон Брокдорфа-Алефелта, који су били од 8. фебруара 1942. године опкољени код Демјанска, на око 160 километара североисточно од Холма. Корпус се 21. априла 1942. године ипак пробио из обруча, али борбе су се наставиле до краја октобра исте године.
Немачке јединице су се у борби изузетно показале, а посебно борбене групе Eicke и Simon из 3. СС оклопне дивизије „Мртвачка глава", која је на себе привукла чак 3 совјетске армије..

## Опис
Штитови су почели да се производе почетком 1944. године и израђивани су од посребреног цинка или челика, док су примерци израђени од средине 1944. године имали маскирно оловно сиви премаз, ради камуфлаже.
Штит је имао облик зашиљеног штита, који је на горњем делу био благо раширен. Изнад су била два бункера на којима је седео орао, који је у канџама држао ловоров венац са свастиком. Испод бункера је штамнпаним словима писало DEMJANSK. У средњем делу штита су била два прекрштена мача, које прелеће авион. Између рукохвата мачева био је број 1942. Авион је представљао ваздушни мост преко којег се снабдевао опкољени немачки 2. корпус око Демјанска.
Штит је био причвршћен на овалној подлози од оловно сивог платна. Добитници СС-а су га носили пришивеног преко СС орла на левом рукаву. Сваки добитник је добијао до 5 штитова, осим код постхумног додељевања, када се давао само по један штит заједно са сертификатом, породици погинулог, а то је била дужност командира чете којој је припадао погинули војник.

## Критеријуми за додељивање
- Копнена војска:

- 60 дана служења у опкољеној јединици
- Рањавање за време борбе у обручу
- Заслужење одликовања за погибију у обручу

- Луфтвафе

- 50 борбених прелете над обручем
- 50 транспортних слетања у обруч

За кандидате који је требало да добију штит били су задужени камандири чета до 31. децембра 1943. године. Додељивање штита је престало 1. априла 1944. године и до тада је додељен на око 100.000 војника.